# Casa Joaquim Mateu Eudal
La casa Joaquim Mateu Eudal és un edifici situat al carrer del Carme, 34 del Raval de Barcelona, catalogat com a bé amb elements d'interès.

## Història
El 1911, l'arquitecte Josep Pujol i Brull va projectar una reforma modernista de l'edifici existent.

## Descripció
Edifici de planta baixa i cinc pisos, amb quatre obertures per planta. El primer i el segon pis tenen una tribuna central. Les baranes dels balcons són de forja, a excepció del primer pis. El coronament és mixtilini, amb un medalló en el centre amb la data 1912.